# Elmer Robinson
Pour les articles homonymes, voir Robinson.
Elmer Edwin Robinson, né le 3 octobre 1894 à San Francisco et mort le 9 juin 1982 à Paradise (Californie), est un homme politique américain membre du Parti républicain, qui fut notamment maire de San Francisco entre 1948 et 1956.